# Istočna provincija (Sijera Leone)
Istočna provincija (engleski:Eastern Province) je jedna od tri provincije u Sijera Leoneu. Nalazi se u istočnom dijelu države na granici s Gvinejom i Liberijom. Prema podacima iz 2015. godine u provinciji živi 1.641.012 stanovnika na površini od 15.553 km2, dok je prosječna gustoća naseljenosti 105.511 stanovnika na km2.
Provincija je podjeljena na tri okruga:
- Okrug Kailahun, središte Kailahun

- Okrug Kenema, središte Kenema

- Okrug Kono, središte Koidu Town

### Granice
Istočna provincija graniči s:
- Regija Nzérékoré, Gvineja: sjeveroistok

- Okrug Lofa, Liberija: istok

- Okrug Gbarpolu, Liberija: jugoistok

- Okrug Grand Cape Mount, Liberija: jug

- Južna provincija (Sijera Leone): zapad

- Sjeverna provincija (Sijera Leone): sjeverozapad

Istočna provincije je jedina u Sijera Leoneu koja nema morsku obalu.